# Gran Premio motociclistico di Catalogna 2018
Il Gran Premio motociclistico di Catalogna 2018 è stato la settima prova del motomondiale del 2018, ventitreesima edizione della storia di questo specifico GP.
Le vittorie delle gare nelle tre classi sono state ad appannaggio di: Jorge Lorenzo in MotoGP, Fabio Quartararo in Moto2 e Enea Bastianini in Moto3.
Da questa stagione, viene impiegata la configurazione di 4.627 metri usata anche dalla Formula 1 dal 2004 al 2006.

## MotoGP
Partito dalla pole position, lo spagnolo Jorge Lorenzo ha ottenuto anche il giro più veloce e la vittoria, seconda consecutiva della stagione e seconda dal suo approdo alla Ducati. Sul traguardo ha preceduto il connazionale Marc Márquez e l'italiano Valentino Rossi; sono questi ultimi due i piloti che capeggiano la classifica provvisoria del campionato con Maverick Viñales al terzo posto.
Non tutti i punti disponibili sono stati assegnati poiché solo 14 sono stati i piloti classificati al termine della gara.

### Arrivati al traguardo
| Pos. | Nº | Pilota            | Squadra                     | Motocicletta       | Giri | Tempo     | Griglia | Punti |
| ---- | -- | ----------------- | --------------------------- | ------------------ | ---- | --------- | ------- | ----- |
| 1º   | 99 | Jorge Lorenzo     | Ducati Team                 | Ducati Desmosedici | 24   | 40'13.566 | 1º      | 25    |
| 2º   | 93 | Marc Márquez      | Repsol Honda                | Honda RC213V       | 24   | +4,479    | 2º      | 20    |
| 3º   | 46 | Valentino Rossi   | Movistar Yamaha             | Yamaha YZR-M1      | 24   | +6,098    | 7º      | 16    |
| 4º   | 35 | Cal Crutchlow     | LCR Honda Castrol           | Honda RC213V       | 24   | +9,805    | 10º     | 13    |
| 5º   | 26 | Dani Pedrosa      | Repsol Honda                | Honda RC213V       | 24   | +10,64    | 11º     | 11    |
| 6º   | 25 | Maverick Viñales  | Movistar Yamaha             | Yamaha YZR-M1      | 24   | +10,798   | 4º      | 10    |
| 7º   | 5  | Johann Zarco      | Monster Yamaha Tech 3       | Yamaha YZR-M1      | 24   | +13,432   | 8º      | 9     |
| 8º   | 9  | Danilo Petrucci   | Alma Pramac Racing          | Ducati Desmosedici | 24   | +15,055   | 6º      | 8     |
| 9º   | 19 | Álvaro Bautista   | Ángel Nieto Team            | Ducati Desmosedici | 24   | +22,057   | 22º     | 7     |
| 10º  | 29 | Andrea Iannone    | Suzuki Ecstar               | Suzuki GSX-RR      | 24   | +24,141   | 5º      | 6     |
| 11º  | 44 | Pol Espargaró     | Red Bull KTM Factory Racing | KTM RC16           | 24   | +36,56    | 19º     | 5     |
| 12º  | 45 | Scott Redding     | Aprilia Racing Team Gresini | Aprilia RS-GP      | 24   | +38,229   | 20º     | 4     |
| 13º  | 17 | Karel Abraham     | Ángel Nieto Team            | Ducati Desmosedici | 24   | +1'21.526 | 21º     | 3     |
| 14º  | 21 | Franco Morbidelli | EG 0,0 Marc VDS             | Honda RC213V       | 21   | +3 giri   | 18º     | 2     |

### Ritirati
| Nº | Pilota           | Squadra                     | Motocicletta       | Giri | Griglia |
| -- | ---------------- | --------------------------- | ------------------ | ---- | ------- |
| 55 | Hafizh Syahrin   | Monster Yamaha Tech 3       | Yamaha YZR-M1      | 20   | 14º     |
| 53 | Esteve Rabat     | Reale Avintia Raing         | Ducati Desmosedici | 18   | 9º      |
| 43 | Jack Miller      | Alma Pramac Racing          | Ducati Desmosedici | 17   | 13º     |
| 38 | Bradley Smith    | Red Bull KTM Factory Racing | KTM RC16           | 13   | 17º     |
| 30 | Takaaki Nakagami | LCR Honda Idemitsu          | Honda RC213V       | 13   | 12º     |
| 42 | Álex Rins        | Suzuki Ecstar               | Suzuki GSX-RR      | 11   | 15º     |
| 4  | Andrea Dovizioso | Ducati Team                 | Ducati Desmosedici | 8    | 3º      |
| 10 | Xavier Siméon    | Reale Avintia Raing         | Ducati Desmosedici | 7    | 26º     |
| 41 | Aleix Espargaró  | Aprilia Racing Team Gresini | Aprilia RS-GP      | 4    | 16º     |
| 12 | Thomas Lüthi     | EG 0,0 Marc VDS             | Honda RC213V       | 3    | 24º     |
| 50 | Sylvain Guintoli | Suzuki Ecstar               | Suzuki GSX-RR      | 2    | 25º     |
| 36 | Mika Kallio      | Red Bull KTM Factory Racing | KTM RC16           | 0    | 23º     |

## Moto2
Prima vittoria in carriera nel motomondiale per il pilota francese Fabio Quartararo che aveva ottenuto anche la pole position e ha ottenuto anche il giro più veloce. Alle sue spalle il portoghese Miguel Oliveira e lo spagnolo Álex Márquez. In classifica del campionato l'italiano Francesco Bagnaia, ottavo al traguardo, ha visto ridursi di molto il vantaggio sul portoghese Oliveira che ora lo segue con un solo punto di svantaggio.

### Arrivati al traguardo
| Pos. | Nº | Pilota              | Squadra                    | Motocicletta       | Giri | Tempo     | Griglia | Punti |
| ---- | -- | ------------------- | -------------------------- | ------------------ | ---- | --------- | ------- | ----- |
| 1º   | 20 | Fabio Quartararo    | HDR - Speed Up Racing      | Speed Up           | 22   | 38'22.059 | 1º      | 25    |
| 2º   | 44 | Miguel Oliveira     | Red Bull KTM Ajo           | KTM                | 22   | +2,492    | 17º     | 20    |
| 3º   | 73 | Álex Márquez        | EG 0,0 Marc VDS            | Kalex              | 22   | +3,485    | 2º      | 16    |
| 4º   | 23 | Marcel Schrötter    | Dynavolt Intact GP         | Kalex              | 22   | +4,398    | 3º      | 13    |
| 5º   | 97 | Xavi Vierge         | Dynavolt Intact GP         | Kalex              | 22   | +4,687    | 7º      | 11    |
| 6º   | 41 | Brad Binder         | Red Bull KTM Ajo           | KTM                | 22   | +7,637    | 5º      | 10    |
| 7º   | 7  | Lorenzo Baldassarri | Pons HP40                  | Kalex              | 22   | +7,724    | 10º     | 9     |
| 8º   | 42 | Francesco Bagnaia   | SKY Racing Team VR46       | Kalex              | 22   | +10,611   | 4º      | 8     |
| 9º   | 22 | Sam Lowes           | Swiss Innovative Investors | KTM                | 22   | +13,909   | 9º      | 7     |
| 10º  | 27 | Iker Lecuona        | Swiss Innovative Investors | KTM                | 22   | +15,124   | 14º     | 6     |
| 11º  | 5  | Andrea Locatelli    | Italtrans Racing           | Kalex              | 22   | +15,983   | 16º     | 5     |
| 12º  | 24 | Simone Corsi        | Tasca Racing               | Kalex              | 22   | +16,405   | 11º     | 4     |
| 13º  | 45 | Tetsuta Nagashima   | Idemitsu Honda Team Asia   | Kalex              | 22   | +18,995   | 12º     | 3     |
| 14º  | 40 | Augusto Fernández   | Pons HP40                  | Kalex              | 22   | +20,241   | 20º     | 2     |
| 15º  | 87 | Remy Gardner        | Tech 3 Racing              | Tech 3 Mistral 610 | 22   | +20,409   | 23º     | 1     |
| 16º  | 57 | Edgar Pons          | AGR Team                   | Kalex              | 22   | +24,538   | 18º     |       |
| 17º  | 10 | Luca Marini         | SKY Racing Team VR46       | Kalex              | 22   | +27,609   | 13º     |       |
| 18º  | 4  | Steven Odendaal     | NTS RW Racing GP           | NTS                | 22   | +28,226   | 25º     |       |
| 19º  | 89 | Khairul Idham Pawi  | Idemitsu Honda Team Asia   | Kalex              | 22   | +28,64    | 22º     |       |
| 20º  | 77 | Dominique Aegerter  | Kiefer Racing              | KTM                | 22   | +29,217   | 24º     |       |
| 21º  | 52 | Danny Kent          | HDR - Speed Up Racing      | Speed Up           | 22   | +30,295   | 27º     |       |
| 22º  | 16 | Joe Roberts         | NTS RW Racing GP           | NTS                | 22   | +37,6     | 28º     |       |
| 23º  | 95 | Jules Danilo        | Nashi Argan SAG            | Kalex              | 22   | +38,649   | 33º     |       |
| 24º  | 30 | Dimas Ekky Pratama  | Astra Honda Racing         | Honda              | 22   | +44,604   | 30º     |       |
| 25º  | 51 | Eric Granado        | Forward Racing             | Suter MMX2         | 22   | +49,491   | 32º     |       |

### Ritirati
| Nº | Pilota           | Squadra             | Motocicletta       | Giri | Griglia |
| -- | ---------------- | ------------------- | ------------------ | ---- | ------- |
| 32 | Isaac Viñales    | SAG Team            | Kalex              | 18   | 21º     |
| 13 | Romano Fenati    | Marinelli Snipers   | Kalex              | 16   | 15º     |
| 54 | Mattia Pasini    | Italtrans Racing    | Kalex              | 14   | 6º      |
| 36 | Joan Mir         | EG 0,0 Marc VDS     | Kalex              | 12   | 8º      |
| 21 | Federico Fuligni | Tasca Racing        | Kalex              | 12   | 34º     |
| 9  | Jorge Navarro    | Federal Oil Gresini | Kalex              | 7    | 19º     |
| 64 | Bo Bendsneyder   | Tech 3 Racing       | Tech 3 Mistral 610 | 0    | 26º     |
| 66 | Niki Tuuli       | SIC Racing          | Kalex              | 0    | 29º     |
| 62 | Stefano Manzi    | Forward Racing      | Suter MMX2         | 0    | 31º     |

## Moto3
La gara della minor cilindrata è stata caratterizzata da alcune cadute multiple e ha visto al termine la prima vittoria stagionale del pilota italiano Enea Bastianini davanti al connazionale Marco Bezzecchi e all'argentino Gabriel Rodrigo che ottiene il suo primo piazzamento sul podio nel mondiale.
La classifica provvisoria è sempre capeggiata da Bezzecchi che precede Fabio Di Giannantonio e Jorge Martín.

### Arrivati al traguardo
| Pos. | Nº | Pilota                 | Squadra                    | Motocicletta  | Giri | Tempo     | Griglia | Punti |
| ---- | -- | ---------------------- | -------------------------- | ------------- | ---- | --------- | ------- | ----- |
| 1º   | 33 | Enea Bastianini        | Leopard Racing             | Honda NSF250R | 21   | 38'36.883 | 1º      | 25    |
| 2º   | 12 | Marco Bezzecchi        | Redox PrüstelGP            | KTM RC 250 GP | 21   | +0,167    | 9º      | 20    |
| 3º   | 19 | Gabriel Rodrigo        | RBA BOE Skull Rider        | KTM RC 250 GP | 21   | +0,17     | 8º      | 16    |
| 4º   | 17 | John McPhee            | CIP - Green Power          | KTM RC 250 GP | 21   | +0,257    | 7º      | 13    |
| 5º   | 24 | Tatsuki Suzuki         | SIC58 Squadra Corse        | Honda NSF250R | 21   | +0,639    | 3º      | 11    |
| 6º   | 27 | Kaito Toba             | Honda Team Asia            | Honda NSF250R | 21   | +6,801    | 6º      | 10    |
| 7º   | 21 | Fabio Di Giannantonio  | Del Conca Gresini          | Honda NSF250R | 21   | +6,872    | 13º     | 9     |
| 8º   | 72 | Alonso López           | Estrella Galicia 0,0       | Honda NSF250R | 21   | +6,6      | 24º     | 8     |
| 9º   | 10 | Dennis Foggia          | SKY Racing Team VR46       | KTM RC 250 GP | 21   | +7,315    | 26º     | 7     |
| 10º  | 25 | Raúl Fernández         | Ángel Nieto Team           | KTM RC 250 GP | 21   | +7,507    | 15º     | 6     |
| 11º  | 84 | Jakub Kornfeil         | Redox PrüstelGP            | KTM RC 250 GP | 21   | +7,638    | 14º     | 5     |
| 12º  | 76 | Makar Yurchenko        | CIP - Green Power          | KTM RC 250 GP | 21   | +8,263    | 23º     | 4     |
| 13º  | 7  | Adam Norrodin          | Petronas Sprinta Racing    | Honda NSF250R | 21   | +15,256   | 21º     | 3     |
| 14º  | 41 | Nakarin Atiratphuvapat | Honda Team Asia            | Honda NSF250R | 21   | +26,621   | 29º     | 2     |
| 15º  | 11 | Livio Loi              | Reale Avintia Academy 77   | KTM RC 250 GP | 21   | +28,559   | 27º     | 1     |
| 16º  | 65 | Philipp Öttl           | Südmetall Schedl GP Racing | KTM RC 250 GP | 21   | +32,98    | 18º     |       |
| 17º  | 48 | Lorenzo Dalla Porta    | Leopard Racing             | Honda NSF250R | 19   | +2 giri   | 10º     |       |

### Ritirati
| Nº | Pilota         | Squadra                 | Motocicletta  | Giri | Griglia |
| -- | -------------- | ----------------------- | ------------- | ---- | ------- |
| 5  | Jaume Masiá    | Bester Capital Dubai    | KTM RC 250 GP | 17   | 17º     |
| 16 | Andrea Migno   | Ángel Nieto Team        | KTM RC 250 GP | 17   | 16º     |
| 44 | Arón Canet     | Estrella Galicia 0,0    | Honda NSF250R | 15   | 5º      |
| 8  | Nicolò Bulega  | SKY Racing Team VR46    | KTM RC 250 GP | 15   | 12º     |
| 75 | Albert Arenas  | Ángel Nieto Team        | KTM RC 250 GP | 15   | 19º     |
| 14 | Tony Arbolino  | Marinelli Snipers       | Honda NSF250R | 15   | 22º     |
| 71 | Ayumu Sasaki   | Petronas Sprinta Racing | Honda NSF250R | 15   | 4º      |
| 42 | Marcos Ramírez | Bester Capital Dubai    | KTM RC 250 GP | 14   | 25º     |
| 88 | Jorge Martín   | Del Conca Gresini       | Honda NSF250R | 8    | 2º      |
| 22 | Kazuki Masaki  | RBA BOE Skull Rider     | KTM RC 250 GP | 4    | 11º     |
| 40 | Darryn Binder  | Red Bull KTM Ajo        | KTM RC 250 GP | 0    | 20º     |

### Non partiti
| Nº | Pilota            | Squadra                  | Motocicletta  |
| -- | ----------------- | ------------------------ | ------------- |
| 77 | Vicente Perez     | Reale Avintia Academy 77 | KTM RC 250 GP |
| 23 | Niccolò Antonelli | SIC58 Squadra Corse      | Honda NSF250R |